# Trematodon palettifolius
Trematodon palettifolius är en bladmossart som beskrevs av C. Müller och Bescherelle 1877. Trematodon palettifolius ingår i släktet tranmossor, och familjen Bruchiaceae. Inga underarter finns listade i Catalogue of Life.